# Eccezionale veramente
Eccezionale veramente è stato un talent show comico italiano, andato in onda in prima serata su LA7 dal 17 marzo 2016 al 28 luglio 2017 e condotto da Gabriele Cirilli nel 2016, mentre nel 2017 il programma è stato condotto da Francesco Facchinetti e Roberto Lipari
Il programma nasce da un'idea di Federico Andreotti e Gabriele Cirilli ed è scritto da Federico Andreotti con Giovanni Bognetti, Daniele Ceva, Gabriele Cirilli, Antonio De Luca, Antonio Losito, Roberto Manfredi. Il 10 aprile 2017 il programma viene sospeso per i bassi ascolti; i quarti di finale, le semifinali e la finalissima della seconda stagione sono tornati in onda a partire dal 16 giugno.

## Edizioni
| Edizione | Inizio           | Fine           | Puntate | Conduttore                             | Giudici                                                | Vincitore      | Secondo posto                                     | Terzo posto                                       | Quarto posto        | Telespettatori | Share |
| -------- | ---------------- | -------------- | ------- | -------------------------------------- | ------------------------------------------------------ | -------------- | ------------------------------------------------- | ------------------------------------------------- | ------------------- | -------------- | ----- |
| 1        | 17 marzo 2016    | 2 giugno 2016  | 12      | Gabriele Cirilli                       | Diego Abatantuono, Selvaggia Lucarelli e Paolo Ruffini | Roberto Lipari | Ghetti e Baldieri e Giovanni D'Angella (ex aequo) | Ghetti e Baldieri e Giovanni D'Angella (ex aequo) | Francesco D'Antonio | 648.000        | 3,12% |
| 2        | 24 febbraio 2017 | 28 luglio 2017 | 12      | Francesco Facchinetti e Roberto Lipari | Diego Abatantuono, Selvaggia Lucarelli e Paolo Ruffini | Bella Domanda  | Dario D'Angiolillo                                | GB Band                                           | Nathan Kiboba       | 304.500        | 1,80% |

## Il programma
Il titolo del programma richiamava quello del film Eccezzziunale... veramente, con protagonista Diego Abatantuono.
Eccezionale veramente prevede la partecipazione di giovani comici che vengono giudicati da una giuria composta dallo stesso Diego Abatantuono, Selvaggia Lucarelli e Paolo Ruffini, più un giudice speciale che cambia in ogni puntata.
Nelle prime otto puntate si svolgono le selezioni mentre nelle rimanenti quattro si svolgono le tre semifinali e la finalissima.
A causa dei bassi ascolti della seconda stagione, il programma non viene confermato per la stagione televisiva successiva.

## Regole della competizione

### Puntate delle selezioni
Gli aspiranti comici, divisi in due manche da 10 comici ognuna, si sfidano con delle performance della durata di tre minuti, nelle quali devono convincere i giudici delle loro capacità. 
Dopo il primo minuto, su richiesta di almeno due giudici, può essere interrotta l'esibizione. Bastano due sì per superare il giudizio della giuria e approdare alla fase finale della manche dove ogni giurato darà univocamente il proprio voto da 1 a 10 alla performance (un giudice non può dare lo stesso voto a due diversi concorrenti).
Il quarto giurato diventa decisivo nel momento in cui uno solo, tra i tre giurati fissi, dicesse sì al concorrente in gara. In questo caso, è il giudice speciale a dover decidere l'esito della votazione.
Nella seconda edizione il giudizio della giuria avviene subito dopo l'esibizione: viene dato un voto da 0,5 a 10 (compresi i mezzi voti) dai quattro giudici; nel caso un giudice abbia tentato di bloccare l'esibizione premendo il pulsante, il suo voto è automaticamente pari a 0. Nel caso in cui l'esibizione sia stata interrotta da due giudici, si chiede agli altri due giudici se vogliono dare un voto al comico oppure anche loro "premere il tasto" eliminando il comico senza nemmeno dargli un voto.
Al termine delle due manches, viene stilata la classifica dei 5 concorrenti che hanno ottenuto i voti migliori e che vengono così ammessi alla semifinale.
Inoltre il quarto giurato, dopo l'ammissione dei 5 concorrenti ammessi alla semifinale per i voti ricevuti, ha il compito di "ripescare" insindacabilmente uno (2 dalla seconda edizione) qualunque dei comici che si sono esibiti e portarlo in semifinale.

### Semifinali
Durante le semifinali, la competizione si svolge in maniera simile alle fasi di selezione. Le esibizioni si svolgono in un'unica manche, con le consuete regole di voto. Il voto finale viene espresso sempre da 1 a 10 ma in maniera più "libera" (un giudice può dare lo stesso voto a più concorrenti). Ai 5 concorrenti con i migliori voti ammessi alla finale, si aggiunge un ulteriore concorrente scelto indipendentemente e insindacabilmente dal quarto giudice.

### Finale e Finalissima
Nella finale la competizione si svolge con lo stesso meccanismo delle semifinali per selezionare i quattro concorrenti che affronteranno la finalissima. Nella finalissima i concorrenti hanno un minuto per convincere i giudici. Alla fine delle quattro esibizioni i giurati assegnano un voto segreto sempre da 1 a 10 punti e viene quindi proclamato il vincitore.

### Premi
Il vincitore del talent vince un contratto biennale per il cinema e la tv con la Colorado Film del valore di 100.000 euro.

## Prima edizione (2016)
La prima edizione condotta dal comico Gabriele Cirilli, ha alcune diversità nel regolamento rispetto alla seconda:
1. I giudici prima di passare al voto dovevano esprimere il loro parere sul comico, erano necessari due sì per far passare il comico alla votazione (nel caso in cui un solo giudice dicesse sì, il giudizio del quarto giudice diventava decisivo);
2. Il voto era da 1 a 10 e non c'erano i mezzi voti;
3. Se un giudice chiedeva di fermare un'esibizione, il suo voto non era automaticamente 0 ma poteva sceglierlo sempre da 1 a 10;
4. Il giudice ospite poteva scegliere solo un comico da salvare nelle selezioni.

### Concorrenti
Di seguito i concorrenti qualificati alle fasi successive, per ogni puntata.
| Puntata | Fase          | Qualificati | Scelto dal Quarto giudice | Quarto Giudice        |
| 1       | Selezioni     | Francesco d'Antonio, Francesco Rizzuto, Roberto Lipari, Andrea Fratellini, Ghetti e Baldieri                                      | Marco Turano              | Renato Pozzetto       |
| 2       | Selezioni     | Carlo De Benedetto (il ninja), Luisanna Vespa (Ida la suicida), i ProGildan (la protezione civile), Enrico Luparia, Stellina      | Marina Vitolo             | Gabriele Salvatores   |
| 3       | Selezioni     | Renzo Sinacori, Sinisi e Bugatti, Enrico Balsamo, Paolo Franceschini, Fulvio Fuina (il bigliettaio)                               | Massimo Macchini          | Chiara Francini       |
| 4       | Selezioni     | Marco Levi, Jurij Mascherpa, Massimiliano Sirico, Hermes e Titina, il duo Ceccovecchi e Storti                                    | Filippo e Attilio         | Massimo Boldi         |
| 5       | Selezioni     | Giovanni D'Angella, Enrico Zambianchi, Peppe&Ciccio, Palla&Chiatta, le Très Femme                                                 | Merc&Miki                 | Raul Cremona          |
| 6       | Selezioni     | Enzo Emmanuello, Vanessa Giuliani, Stefania Pellegrino, Arabia, Matteo Colucci                                                    | Vincenzo Regis            | Oscar Farinetti       |
| 7       | Selezioni     | Mauro Villata, Piero e Christian, Davide D'Urso, Omar Pirovano, Vincenzo Di Stefano                                               | Duo Manue                 | Gianni Rivera         |
| 8       | Selezioni     | Dondarini e Dal Fiume, Francesca Di Cataldo, Rino Ceronte con Cristina e Clizia (gli italiani Medi), Spicu, Nino Taranto          | Roberto De Marchi         | Francesco Facchinetti |
| 9       | 1ª Semifinale | Rino Ceronte con Cristina e Clizia (gli italiani Medi), Francesco D'Antonio, i Progildan, Paolo Franceschini ed Enrico Zambianchi | Vanessa Giuliani          | Dan Peterson          |
| 10      | 2ª Semifinale | Giovanni D'Angella, Dondarini e Dal Fiume, Andrea Fratellini, Enzo Emmanuello, Spicu                                              | Renzo Sinacori            | Carlo Vanzina         |
| 11      | 3ª Semifinale | Nino Taranto, Ghetti e Baldieri, Roberto Lipari, Sinisi e Bugatti, Enrico Luparia                                                 | Davide D'Urso             | Rocco Tanica          |

| Puntata | Vincitore      | 2º classificato (ex aequo)            | 4º classificato     | Quarto Giudice |
| 12      | Roberto Lipari | Ghetti e Baldieri, Giovanni D'Angella | Francesco D'Antonio | Pupi Avati     |

### Ascolti
| Puntata | Fase        | Messa in onda  | Quarto giudice        | Telespettatori | Share | Fonte  |
| 1       | Selezioni   | 17 marzo 2016  | Renato Pozzetto       | 854.000        | 3,72% | [ 6 ]  |
| 2       | Selezioni   | 24 marzo 2016  | Gabriele Salvatores   | 710.000        | 3,41% | [ 7 ]  |
| 3       | Selezioni   | 31 marzo 2016  | Chiara Francini       | 609.000        | 2,76% | [ 8 ]  |
| 4       | Selezioni   | 7 aprile 2016  | Massimo Boldi         | 591.000        | 2,53% | [ 9 ]  |
| 5       | Selezioni   | 14 aprile 2016 | Raul Cremona          | 623.000        | 2,87% | [ 10 ] |
| 6       | Selezioni   | 21 aprile 2016 | Oscar Farinetti       | 329.000        | 1,55% | [ 11 ] |
| 7       | Selezioni   | 28 aprile 2016 | Gianni Rivera         | 568.000        | 2,70% | [ 12 ] |
| 8       | Selezioni   | 5 maggio 2016  | Francesco Facchinetti | 542.000        | 2,64% | [ 13 ] |
| 9       | Semifinali  | 12 maggio 2016 | Dan Peterson          | 670.000        | 3,35% | [ 14 ] |
| 10      | Semifinali  | 19 maggio 2016 | Carlo Vanzina         | 713.000        | 3,53% | [ 15 ] |
| 11      | Semifinali  | 26 maggio 2016 | Rocco Tanica          | 637.000        | 3,32% | [ 16 ] |
| 12      | Finalissima | 2 giugno 2016  | Pupi Avati            | 867.000        | 5,00% | [ 17 ] |

## Seconda edizione (2017)
Nell'autunno del 2016 sono partiti i casting per la seconda edizione. Il 28 dicembre 2016 viene annunciato che il nuovo conduttore che prenderà il posto di Gabriele Cirilli è Francesco Facchinetti, già giudice speciale nell'ottava puntata della prima edizione. Viene confermata la giuria composta da Diego Abatantuono, Selvaggia Lucarelli e Paolo Ruffini. L'inizio della seconda edizione è fissato per il 24 febbraio 2017. Durante questa edizione i telespettatori si abbassano fino ad arrivare ad un minimo di 249.000 la sera del 27 marzo, rispetto alla prima edizione in cui nello stesso periodo si avevano 609.000 telespettatori. A causa di questo, il 10 aprile 2017 viene deciso che il programma verrà sospeso dalla TV fino a giugno 2017. Successivamente gli ascolti risalgono leggermente con la finale che arriva solo a 292.000 spettatori con uno share di appena 2,29% (nella prima stagione la finale aveva registrato 867.000 spettatori e uno share del 5%).

### Concorrenti
| Puntata | Fase             | Qualificati | Scelti dal Quarto giudice                                 | Quarto Giudice               |
| 1       | Selezioni        | Antonio e Jury, Davide Spadolà, Luca Piazza, Dario D'Angiolillo, Laura Leo, Antonio Tirelli, Ernesto Zappalà, Simo e Roby, Lino Barbieri, Le Mosche, I Fatti Così, Macchini e Gallucci, Elyana Peter, Tommy Mellone                      | Toni Marci e le Dive                                      | Alex Zanardi                 |
| 2       | Selezioni        | GB Band, i Bertè, Alessio Zanoni, Bella Domanda, Alessio D'amico, Ugo Sanchez jr, Loredana Scalia, Gianluca Ciardo, Nathan Kiboba, Giuseppe De Siato, Stefano Piazza, Mario Albano, Francesca di Cataldo, Marco Dirò                     | Armando Bolivar e Aldo al Quadrato                        | Ricky Tognazzi e Simona Izzo |
| 3       | Selezioni        | Quartetto C'era, Gianni Bellino, Dante Cigarini, Giorgio Zanetti, Maurizio Bronzini, Villata e Perone, Urbano Moffa, Rino Ceronte, Tiziana Martilotti, Kekko & Emy, Tiziano Casole, Stefano Cairone, Daniele Contu, Paola Saccoman       | Chiara Trabolotti e Marco Cignolani                       | Enzo Iacchetti               |
| 4       | Selezioni        | Geoffrey Di Bartolomeo, Stefano Catoni, I Respinti, Ciro Coppola, Flavio Furian, Efisio Sergi, Luca Bisto, Filippo Caccamo, Shany Martin, Luigi Morelli, Andrea Casoni, Leonardo Frattini, Piergiorgio Bianchi, Le Mollette di Molly May | Coccomella e Vitamortemiracoli                            | Antonio Catania              |
| 5       | Selezioni        | Dedio, Matteo Cesca, Piero Procopio, Mauro Tarantini, Carlo De Benedetto, Federico Capponi, Davide Fabbrocino, Alto & Basso, Giorgio Como, Ciro Girardi, Valeria De Blasio, Duo & Mezzo, Pietro Diomede, Marco Levi                      | Enzo Emmanuello e Giangonario Mingioni (I Vietato Fumare) | Fabio De Luigi               |
| 6       | Quarti di finale | Simo & Robi, Dario D'Angiolillo, Alesso D'Amico, Ugo Sanchez jr., Maurizio Bronzini, Leonardo Frattini, Dedio, Antonio e Jury, Filippo Caccamo                                                                                           | Giangomario Mingioni                                      | Elio                         |
| 7       | Quarti di finale | Geoffrey Di Bartolomeo, Enzo Emmanuello, Duo e Mezzo, Loredana Scalia, Rino Ceronte, Giorgio Como, Lino Barbieri, Efisio Sergi, Alessio Zanoni                                                                                           | I Fatti Così                                              | Angela Finocchiaro           |
| 8       | Quarti di finale | Villata e Perone, GB Band, Piero Procopio, Davide Spadolà, Luca Piazza, Federico Capponi, Nathan Kiboba, Quartetto C'era, Andrea Cosoni                                                                                                  | I Respinti                                                | Francesco Mandelli           |
| 9       | Quarti di finale | Flavio Furian, Gianluca Ciardo, Le Mosche, Mauro Tarantini, Stefano Cantoni, Bella domanda, Stefano Piazza, Matteo Cesca, Francesca Di Cataldo                                                                                           | Marco Cingolani                                           | Massimo Ferrero              |
| 10      | Semifinali       | Gianluca Ciardo, Simo e Robi, Quartetto C'era, Alessio D'Amico, Bella Domanda, Loredana Scalia, Villata e Perone | Stefano Catoni                                            | Ale e Franz                  |
| 11      | Semifinali       | Nathan Kiboba, Flavio Furian, Federico Capponi, Stefano Piazza, Dario D'Angiolillo, GB Band, Rino Ceronte | Lino Barbieri                                             | Diana Del Bufalo             |

| Puntata | Vincitore     | 2º classificato    | 3º classificato | 4º classificato | Quarto Giudice  |
| 12      | Bella Domanda | Dario D'Angiolillo | GB Band         | Nathan Kiboba   | Lina Wertmüller |

### Ascolti
| Puntata | Fase             | Messa in onda    | Quarto giudice               | Telespettatori | Share | Fonte  |
| 1       | Selezioni        | 24 febbraio 2017 | Alex Zanardi                 | 429.000        | 2,15% | [ 18 ] |
| 2       | Selezioni        | 13 marzo 2017    | Ricky Tognazzi e Simona Izzo | 338.000        | 1,53% | [ 19 ] |
| 3       | Selezioni        | 20 marzo 2017    | Enzo Iacchetti               | 371.000        | 1,74% | [ 20 ] |
| 4       | Selezioni        | 27 marzo 2017    | Antonio Catania              | 249.000        | 1,14% | [ 21 ] |
| 5       | Selezioni        | 3 aprile 2017    | Fabio De Luigi               | 299.000        | 1,40% |        |
| 6       | Quarti di finale | 16 giugno 2017   | Elio                         | 277.000        | 1,64% |        |
| 7       | Quarti di finale | 23 giugno 2017   | Angela Finocchiaro           | 255.000        | 1,62% |        |
| 8       | Quarti di finale | 30 giugno 2017   | Francesco Mandelli           | 335.000        | 2,06% |        |
| 9       | Quarti di finale | 7 luglio 2017    | Massimo Ferrero              | 200.000        | 1,42% |        |
| 10      | Semifinali       | 14 luglio 2017   | Ale e Franz                  | 358.000        | 2,63% |        |
| 11      | Semifinali       | 21 luglio 2017   | Diana Del Bufalo             | 253.000        | 2,04% | [ 22 ] |
| 12      | Finalissima      | 28 luglio 2017   | Lina Wertmüller              | 292.000        | 2,29% | [ 23 ] |